# Hydropsyche selysi
Hydropsyche selysi är en nattsländeart som beskrevs av Georg Ulmer 1907. Hydropsyche selysi ingår i släktet Hydropsyche och familjen ryssjenattsländor. Inga underarter finns listade i Catalogue of Life.